# Barbet Schroeder
Barbet Schroeder (* 26. srpna 1941 Teherán) je francouzský filmový režisér, herec, producent a scenárista. Narodil se v Íránu německé matce a švýcarskému otci. Svůj první film nazvaný More natočil v roce 1969 a hudbu k němu nahrála britská rocková skupina Pink Floyd. Schroeder se skupinou spolupracoval i o tři roky později na jeho dalším filmu La Vallée. V různých filmech se představil i jako herec, je to například Mars útočí! z roku 1996.

## Filmografie (výběr)
- More (1969) – režisér
- La Vallée (1972) – režisér
- Idi Amin Dada (1974) – režisér
- Maîtresse (1975) – režisér
- Štamgast (1987) – režisér
- Zvrat štěstěny (1990) – režisér
- Spolubydlící (1992) – režisér
- Policajt v Beverly Hills III (1994) – herec
- Polibek smrti (1995) – režisér
- Mars útočí! (1996) – herec
- Předtím a potom (1996) – režisér
- Hranice zoufalství (1998) – režisér
- Strážný anděl vrahů (2000) – režisér
- Vzorec pro vraždu (2002) – režisér
- Paříži, miluji tě (2006) – herec
- Darjeeling s ručením omezeným (2007) – herec
- Inju, bestie ve stínu (2008) – režisér
- Šílenci z Manhattanu (2009) – režisér (1 epizoda)